# Бергельсон, Виталий
Виталий Бергельсон (род. 1950, Киев) — математик, профессор Университета штата Огайо в Колумбусе, штат Огайо. Его исследования сосредоточены на эргодической теории и комбинаторике.
Бергельсон получил докторскую степень в 1984 году под руководством Гиллеля Фюрстенберга в Еврейском университете в Иерусалиме. Он выступил с приглашённой речью на Международном конгрессе математиков в 2006 году в Мадриде. Среди наиболее известных результатов Бергельсона — полиномиальное обобщение теоремы Семереди. Последнее дало положительное решение знаменитой гипотезы Эрдёша–Турана 1936 года, утверждавшей, что любой набор целых чисел положительной верхней плотности содержит произвольно длинные арифметические прогрессии. В статье 1996 года Бергельсон и Лейбман получили аналогичное утверждение для «полиномиальных прогрессий». Теорема Бергельсона-Лейбмана и методы, разработанные для её доказательства, стимулировали дальнейшие значительные приложения и обобщения, особенно в последующей работе Теренса Тао.
В 2012 году он стал членом Американского математического общества.